# 조의설
조의설(趙義卨, 1906년~1978년 10월 15일)은 대한민국의 역사가이다.

## 생애
평안남도 용강에서 태어났으며, 진남포의 삼숭보통학교, 평양부의 광성고등보통학교를 졸업했다. 1927년 연세대학교의 전신인 연희전문학교 문과에 입학하여 백낙준 밑에서 수학하며 서양사를 공부했다. 1931년에 연희전문학교 졸업 후 일본으로 건너가 아오야마 가쿠인 신학부에 입학했으며, 1년 만에 수료한 후 1932년에 다시 평양으로 돌아왔다. 이후 1932년부터 1935년까지 평양의 정의고등여학교의 교사로 일했다. 
1935년 다시 일본으로 건너가 도호쿠 제국대학 서양사학과에 입학하여 오루이 노보루와 하라 즈이엔 밑에서 서양사를 공부했다. 특히 하라의 영향을 받아 그리스사를 전공했으며, 1938년에 졸업했다. 졸업 직후 잠시 자신의 모교인 광성고등보통학교의 교사로 일했다가, 1939년에 자신이 졸업한 연희전문학교 문과의 교수가 되어 연세대학교로 개편된 후에도 교편을 잡았다. 연세대학교 재직 중에는 사학과장, 문과대학장, 중앙도서관장, 인문과학연구소장, 부총장, 총장직무대리 등을 역임했다. 
1953년 잠시 미국 국무부 교환교수로서 미국으로 건너가 미네소타 대학교와 하버드 대학교에서 그리스사를 연구하였으며, 1954년 대한민국학술원 종신 회원이 되었다. 문과대학장 재임 중인 1957년에 교내 인문과학 전문 학술지인 《인문과학》을 창간했으며, 같은 해에 한국서양사학회를 창설하여 초대 회장이 되었다.

## 저서
- 《서양사 개론》
- 《희랍신화》
- 《희랍 사회 연구》
- 《세계기행》